# Ylistaro
Ylistaro là một đô thị của Phần Lan.
Vị trí ở tỉnh Tây Phần Lan trong vùng Nam Ostrobothnia. Đô thị này có dân số 5.582 người (năm 2003) và diện tích 484,08 km² trong đó có 2,73 km² là diện tích mặt nước. Mật độ dân số là 11,6 người trên mỗi km².
Dân đô thị này chỉ sử dụng tiếng Phần Lan
Tháng 5 năm 2007, đã có quyết định Ylistaro sẽ được nhập vào thành phố Seinäjoki và đô thị Nurmo, hiệu lực từ năm 2009.